# Ignacio Pallas
Ignacio Pallas, vollständiger Name José Ignacio Pallas Martinez, (* 5. Januar 1983 in Montevideo) ist ein uruguayischer Fußballspieler.

## Karriere

### Verein
Der 1,93 Meter große Defensivakteur Pallas stand zu Beginn seiner Karriere von der Apertura 2003 bis ins Jahr 2004 im Kader des in Montevideo beheimateten Vereins River Plate Montevideo. Von der Zwischensaison 2005 bis in die Clausura 2007 spielte er für den Erstligisten Nacional Montevideo, der 2005 und in der Saison 2005/06 den Landesmeistertitel gewann. In der Apertura 2006 werden für Pallas sieben absolvierte Partien in der Primera División ausgewiesen. Dabei traf er einmal ins gegnerische Tor. Seit der Apertura 2007 bis in die Clausura 2009 gehörte er dem mexikanischen Verein UAT Correcaminos an. Er bestritt in jenem Zeitraum 55 Erstligapartien und schoss ein Tor. In der Apertura 2009 lief er sodann achtmal (kein Tor) für CD Veracruz in der Liga de Ascenso auf. In der Clausura 2010 stand er in Uruguay bei Racing unter Vertrag. Elf Erstligaeinsätze (kein Tor) in der Clausura 2010 und acht absolvierte Begegnungen der Copa Libertadores (ein Tor) werden dort für ihn geführt. Anfang Juli 2010 schloss er sich dem Danubio FC an. In der Saison 2010/11 kam er bei den Montevideanern 22-mal (kein Tor) in der Primera División zum Zug. Im August 2011 wechselte er innerhalb der Liga zu Centro Atlético Fénix. Bis zum Saisonende 2014/15 bestritt er 99 Erstligaspiele und schoss acht Tore (2011/12: 22 Spiele/4 Tore; 2012/13: 26/1; 2013/14: 25/2; 2014/15: 26/1). In der Spielzeit 2015/16 wurde er 28-mal (drei Tore) in der höchsten uruguayischen Spielklasse eingesetzt.

### Erfolge
- Uruguayischer Meister: 2005, 2005/06